# Patricia Lavail
 (décembre 2016).
Patricia Lavail, née en 1962, est une flûtiste à bec française.

## Biographie
Née en 1962, Patricia Lavail est diplômée du Conservatoire de Strasbourg où elle a étudié avec Alain Sobczak. En 1987, elle devient la première instrumentiste française lauréate du concours du Festival de musique ancienne de Bruges dans la catégorie « instrument soliste ».
Titulaire du certificat d'aptitude, elle commence à enseigner la flûte encore adolescente au Conservatoire de Saint Cloud, avant d’en diriger le département d’instruments anciens.
En tant qu’instrumentiste, elle a collaboré avec des ensembles tels que Capriccio Stravagante, Suonare Cantare, Opera Fuoco et Sesquitercia, explorant un répertoire allant du Moyen Âge au baroque. Elle s’est également tournée vers la musique contemporaine, créant des œuvres et participant aux enregistrements CD ou radio de nombreux compositeurs (Konstantin Miereanu, Daniel Tosi, Akira Tamba…).
Membre fondatrice de Fuoco e Cenere avec Jay Bernfeld, elle a depuis participé à chaque saison de l’ensemble.

## Discographie

### Avec Fuoco e Cenere
- Fantasy in Blue, Purcell & Gershwin (2001)[1]
- Boismortier – Suites, Sonatas & Concerto for Viola da Gamba (2002)[2]
- Gentil Mia Donna – Petrarca e la musica (2004)[3]
- Canta Napoli (2006)[4]
- La Dafne – Marco da Gagliano (2008)[5]
- Umana E Inumana – Alessandro Scarlatti, Francesco Durante (2010)[6]
- Judith & Esther (2014)[7]
- Pièces de viole (1709), de Jacques Morel (2019) [8]

### Avec Suonare e Cantare
- Charpentier, Trois leçons de ténèbres pour basse-taille (1998)[9]
- Madrigali e Altre Musiche Concertate, Tarquinio Merula (2000)[10]

### AvecCapriccio Stravagante
- Monteverdi e il suo Tempo (1991)[11]
- Venezia Stravagantissima (2002)[12]

### AvecOpera Fuoco
- Jephtha, Haendel (2007)[13]